# Васильев, Владимир Андреевич
Владимир Андреевич Васильев (1925—1945) — лейтенант Рабоче-крестьянской Красной Армии, участник Великой Отечественной войны, Герой Советского Союза (1945).

## Биография
Владимир Васильев родился в крестьянской семье  из села Кологривовка (ныне — Татищевского района Саратовской области) в 1925 году. Окончил школу, после чего работал трактористом в колхозе. В апреле 1943 года Васильев поступил в военное пехотное училище, которое окончил в сентябре 1944 года и был направлен на фронт Великой Отечественной войны. Принимал участие в боях на 1-м и 2-м Белорусских фронтах. К марту 1945 года лейтенант Владимир Васильев командовал 2-й ротой 342-го стрелкового полка 136-й стрелковой дивизии. Отличился во время освобождения Польши.
25 марта 1945 года рота Васильева вышла на окраину Гданьска и сумела захватить четыре жилых квартала и газовый завод. Благодаря этому 342-й стрелковый полк сумел оттеснить противника в район аэродрома. Когда по полку открыли артиллерийский огонь корабли, стоявшие на рейде в Гданьской бухте, его наступление приостановилось и лишь рота Васильева продолжила действовать, захватив ряд близлежащих домов. Особенно упорно защищались немецкие солдаты в четырёхэтажном каменном доме. Когда бойцы Васильева ворвались на первый этаж, завязался ожесточённый бой, продлившийся в течение двух часов. 30 немецких солдат и офицеров были взяты в результате этого боя в плен.
28 марта советские части вышли к одному из рукавов в дельте Вислы — Мёртвая Висла. Полк получил боевую задачу переправиться через реку и захватить плацдарм. Когда бойцы переправлялись через реку, противник молчал, но стоило им начать высаживаться на остров Холм, как тут же немецкие огневые точки начали стрелять. В бою Васильев с бойцами уничтожил большое количество вражеских солдат и офицеров. Во время дальнейшей переправы большинство бойцов роты Васильева было убито миномётными снарядами, и до берега добралось только 8 человек. Им удалось захватить небольшой плацдарм. Бойцы подвергались массированным артиллерийским и миномётным обстрелам, авиационным налётам, контратакам превосходящей по численности немецкой пехоты. В неравном бою погибли все бойцы, в живых остался лишь один раненый Васильев. Он подполз к пулемёту и открыл огонь по наступающим немецким солдатам. Действия Васильева позволили высадиться полковым подразделениям на плацдарм. В момент, когда к нему пришло подкрепление, лейтенант Васильев был убит. Похоронен в городе Сопот.
Указом Президиума Верховного Совета СССР от 29 июня 1945 года лейтенант Владимир Васильев посмертно был удостоен высокого звания Героя Советского Союза.

## Награды
- орден Красного Знамени (21.2.1945)[2]
- звание Героя Советского Союза (29.6.1945)[3]:
  - медаль «Золотая Звезда»
  - орден Ленина.